# Scrophularia pindicola
Scrophularia pindicola är en flenörtsväxtart som beskrevs av Heinrich Carl Haussknecht. Scrophularia pindicola ingår i släktet flenörter, och familjen flenörtsväxter. Inga underarter finns listade i Catalogue of Life.